# Потребич-Гречаный, Степан Прокофьевич
Степан Прокофьевич Потребич-Гречаный (укр. Стефан Потребич-Гречаний; ?—1697) — генеральный писарь Войска Запорожского, гадяцкий полковой судья.

## Биография
В 1649 году Стефан Гречаный был записан реестровым козаком сотни Костенковой, Корсунского полка, причем он написан в реестрах рядом с сотником, но в 1663—1665 годах он был уже генеральным писарем и гетман Брюховецкий брал его с собой в 1665 году в Москву. Здесь Гречаный, в числе прочих, был пожалован в дворяне, но в 1667 году он уже не занимал никакого уряда, когда вместе с генеральным судьей Петром Забелой и лубенским полковником Богданом Щербаком производил, по поручению Брюховецкого, розыск по тяжбе монахов Мгарского монастыря с мещанами лубенскими за «бернардинские грунта, в урочище Тернах лежачие».
В 1676 Степан Гречаный был полковым судьей Гадяцкого полка и получил, в числе прочей старшины, государева жалованья по случаю царскаго венчания две пары соболей.
Был участником как Чигиринского, так и двух (1687 и 1689) Крымских походов. Видимо за участие в этих походах
10 марта 1689 «войсковой товарищ» Гречаный по универсалу получил от Мазепы село Аксютинцы, а в следующем году право на село было утверждено и царскою грамотою.
После смерти Степана Гречаного, Аксютинцы были отобраны Мазепой у его сыновей Якова и Фёдора.